# Aníbal Gordon
Pour les articles homonymes, voir Gordon.
Aníbal Gordon (mort le 13 septembre 1987) est un criminel argentin, soupçonné d'avoir pris la tête de l'escadron de la mort appelé l'Alliance anticommuniste argentine (Triple A) durant les années 1970, pendant la Guerre sale. Il a également été membre de l'agence argentine de renseignement SIDE (en) de 1968 à 1984. Décrit comme un « soldat » de la dictature militaire, il est soupçonné de plusieurs crimes politiques.
Au moment de sa mort en prison en 1987, Gordon a été reconnu coupable des meurtres de Silvio Frondizi (en) (frère du président Arturo Frondizi) et de l'homme politique Rodolfo Ortega Peña (es), il est également soupçonné de plusieurs autres enlèvements et meurtres avec son groupe du Triple A.